# ثنائي ميثيل ثنائي كلورو السيلان
ثنائي ميثيل ثنائي كلورو السيلان هو مركب سيليكون عضوي صيغته C2H6Cl2Si، ويوجد على شكل سائل عديم اللون.

## التحضير
يحضر المركب سويةً مع كلوريد ثلاثي ميثيل السيليل وميثيل ثلاثي كلورو السيلان؛ عبر عملية مولر-روتشو بتفاعل السيليكون مع كلورو الميثان عند درجات حرارة تتجاوز 250 °س بوجود حفاز من النحاس:

## الخواص
يوجد المركب في الشروط القياسية على شكل سائل عديم اللون، وهو يتفكك ويتحلل عند التماس مع الماء.

## الاستخدامات
يستخدم ثنائي ميثيل ثنائي كلورو السيلان بشكل أساسي مادة أولية في صناعة البوليميرات السيليكونية.